# Norddal
Norddal was een gemeente in de Noorse provincie Møre og Romsdal. De gemeente met 1663 inwoners (januari 2017), ligt in de streek Sunnmøre, in het zuiden van de fylke. Het bestuur was gevestigd in  Sylte. De gemeente is bekend van de aardbeiteelt. De vrucht was ook opgenomen in het gemeentewapen. Op 1 januari 2020 werd Norddal samengevoegd met Stordal tot de nieuwe gemeente Fjord.